# Baixo Guandu
Baixo Guandu là một đô thị thuộc bang Espírito Santo, Brasil. Đô thị này có diện tích 917,888 km², dân số năm 2007 là 28544 người, mật độ 31,11 người/km².